# Nati nel 1212
| Questa pagina contiene informazioni ricavate automaticamente dalle voci biografiche con l'ausilio del template Bio e di un bot. L'aggiornamento è periodico e automatico e ricostruisce completamente la pagina. Se manca una persona in questa lista, sei pregato di non aggiungerla, ma accertati piuttosto che la sua voce biografica contenga il template Bio e che i dati anagrafici siano correttamente compilati. Se il template Bio manca, inseriscilo tu stesso o, in alternativa, metti l'avviso {{tmp\|Bio}} che ne segnala la mancanza. Se i dati riportati sono sbagliati, correggi direttamente la voce biografica; le modifiche saranno visibili in questa lista entro pochi giorni. Per chiarimenti vedi il progetto biografie. La lista contiene solo le 10 persone che sono citate nell'enciclopedia e per le quali è stato implementato correttamente il template Bio. Pagina aggiornata al 10 giu 2025. |

- 7 marzo - Al-Būsīrī, poeta e grammatico egiziano († 1294)
- 9 marzo - Ugo IV di Borgogna, duca francese († 1272)
- 22 marzo - Go-Horikawa, imperatore giapponese († 1234)
- 6 maggio - Costanza d'Austria, nobildonna tedesca († 1243)
- 9 luglio - Bahram di Delhi, sultano († 1242)
- Al-Shushtari, poeta († 1269)
- Enrico II di Namur, nobile francese († 1229)
- Jolanda di Brienne, sovrana († 1228)
- Malatesta da Verucchio, condottiero italiano († 1312)
- Federico di Pettorano, nobile italiano († 1240)